# Cyclocephala pugnax
Cyclocephala pugnax är en skalbaggsart som beskrevs av Gilbert John Arrow 1914. Cyclocephala pugnax ingår i släktet Cyclocephala och familjen Dynastidae. Inga underarter finns listade i Catalogue of Life.